# La Atlántida (poema)
La Atlántida (en catalán: L'Atlàntida) es un poema escrito en catalán por Jacinto Verdaguer en 1877.

## Descripción
La obra, publicada en 1877, obtuvo un premio especial en los Juegos Florales de Barcelona de ese mismo año y por su éxito supuso un impulso al movimiento de la Renaixença.
Está formado por una introducción, diez cantos y una conclusión. En la introducción se narra como Colón, todavía joven, llega a las costas peninsulares después de un naufragio, donde un ermitaño le narra la historia de la Atlántida. En los cantos se narran las gestas de Heracles contra Gerión y se describe la destrucción de la Atlántida y la aparición del Mediterráneo. En la conclusión Colón, después de oír la narración del ermitaño, sueña con viajar a nuevas tierras y termina el poema con el presentimiento del descubrimiento de América.
El poema fue adaptado por Manuel de Falla en los últimos años de su vida como cantata escénica completada por Ernesto Halffter en 1976 y titulada Atlántida.